# 莉亚·巴莱尔莫
莉亚·巴莱尔莫（法語：Léa Palermo，1993年7月7日—），法國女子羽毛球運動員。

## 簡歷

### 2010年
2010年12月，莉亚·巴莱尔莫与奥德丽·方丹出战愛爾蘭羽毛球國際賽，在女双準决赛以0比2（12-21、9-21）不敌英格兰强档的玛里亚纳·阿格基罗/希瑟·奥利弗。

### 2013年
2013年4月，莉亚·巴莱尔莫与洛林·鲍曼出战葡萄牙羽毛球國際賽，在女双準决赛以0比2（9-21、10-21）不敌赛会4号种子、印尼强档的凯希亚·纽维塔·哈纳迪亚/德维·蒂卡·佩马塔萨里。

### 2015年
2015年3月，莉亚·巴莱尔莫与安妮·特兰出战羅馬尼亞羽毛球國際賽，在女双决赛以1比3（6-11、12-14、11-8、8-11）不敌英格兰强档的克洛伊·比尔切/珍妮·沃尔沃克，赢得亚军。同年4月，她与巴斯蒂安·凯尔索迪出战芬蘭羽毛球公開賽，在混双準决赛以1比2（15-21、21-15、18-21）不敌赛会头号种子、队友的加埃唐·米特莱尔泽/奥德丽·方丹。同年5月，她與巴斯蒂安·凯尔索迪出战斯洛文尼亞羽毛球國際賽，在混双决赛以2比1（21-18、18-21、21-18）击败了赛会3号种子、队友的马林·鲍曼/洛林·鲍曼，赢得成年组赛事冠军，亦是她首个國際系列賽混双冠军。同期5月，她分别与安妮·特兰以及巴斯蒂安·凯尔索迪出战西班牙羽毛球國際賽，在女双準决赛以0比2（13-21、19-21）不敌俄罗斯强档的安娜斯塔西亚·切尔维亚科娃/奥尔佳·莫罗佐娃。同年7月，她代表法國（格勒諾布爾管理學院）出戰韓國光州市舉行的世界大學生運動會羽毛球比賽。同年12月，她与巴斯蒂安·凯尔索迪出战愛爾蘭羽毛球公開賽，在混双準决赛以0比2（10-21、18-21）不敌赛会2号种子、波兰强档的罗伯特·马特斯亚克/娜蒂斯达·希尔巴。

### 2016年
2016年1月，莉亚·巴莱尔莫与巴斯蒂安·凯尔索迪出战愛沙尼亞羽毛球國際賽，在混双决赛以0比2（19-21、18-21）不敌俄罗斯强档的亚历山大·鲍里索维奇·津琴科/奥尔佳·莫罗佐娃，赢得亚军。同年3月，她与德尔菲娜·德尔吕出战奧爾良羽毛球國際挑戰賽，在女双决赛以0比2（19-21、8-21）不敌赛会头号种子、英格兰强档的希瑟·奥利弗/勞倫·史密斯，赢得亚军。同年7月，她与巴斯蒂安·凯尔索迪出战白夜羽毛球賽，在混双準决赛以1比2（21-15、17-21、17-21）不敌赛会2号种子、俄罗斯强档的维塔利·杜尔金/尼娜·维斯洛娃。

### 2017年
2017年1月，莉亚·巴莱尔莫分别与德尔菲娜·德尔吕以及巴斯蒂安·凯尔索迪出战愛沙尼亞羽毛球國際賽，在女双决赛以0比2（12-21、16-21）不敌赛会头号种子、保加利亚强档的玛丽亚·米特索娃/佩蒂娅·内德尔奇娃；而混双準决赛以0比2（18-21、9-21）不敌赛会3号种子、俄罗斯强档的阿纳托利·亚特瑟夫/叶夫根尼娅·科泽茨卡亚，赢得亚军。同期1月，她分别与德尔菲娜·德尔吕以及巴斯蒂安·凯尔索迪出战瑞典羽毛球國際賽，在女双準决赛以0比2（15-21、19-21）不敌赛会头号种子、瑞典强档的克拉拉·尼斯塔特/埃玛·文贝里；而混双準决赛以0比2（13-21、7-21）不敌赛会4号种子、丹麦强档的米克尔·米克尔森/麦尔·苏罗。同年3月，她与德尔菲娜·德尔吕出战奧爾良羽毛球國際挑戰賽，在女双决赛以1比2（14-21、21-17、12-21）不敌日本强档的久後明日美/橫山惠，赢得亚军。同年7月，她分别与德爾菲娜·德爾呂以及巴斯蒂安·凯尔索迪出战白夜羽毛球賽，在女双决赛以0比2（8-21、15-21）不敌赛会头号种子、俄罗斯强档的安娜斯塔西亞·切爾維亞科娃/奧爾佳·莫羅佐娃，赢得亚军；而混双準决赛以0比2（16-21、12-21）不敌赛会7号种子、德国强档的馬文·埃米爾·塞德爾/琳達·埃弗勒。同年8月，她參加苏格兰格拉斯哥舉行的世界羽毛球錦標賽，她和巴斯蒂安·凯尔索迪出戰混合双打項目。首圈因对手选择弃赛，直接晉級下一圈。但在第二圈中，面对赛会5号种子、英格兰组合的克里斯·爱德考克/加布里·爱德考克以0比2 （10-21、13-21）不敌对手，32强止步。同年9月，她与德爾菲娜·德爾呂出战比利時羽毛球國際賽，在女双準决赛以1比2（19-21、21-12、16-21）不敌荷兰强档的塞莱娜·皮克/谢丽尔·塞尔宁。同期9月，她与巴斯蒂安·凯尔索迪出战捷克羽毛球公開賽，在混双决赛以1比2（21-12、8-21、18-21）不敌丹麦强档的马蒂亚斯·贝尔-斯密特/亚历山德拉·博尔，赢得亚军。

### 2018年
2018年3月，莉亚·巴莱尔莫与德尔菲娜·德尔吕出战奧爾良羽毛球大師賽，在女双决赛以0比2（8-21、14-21）不敌赛会头号种子、保加利亚强档的加夫列拉·斯托伊娃/斯蒂法尼·斯托伊娃，赢得亚军。同年6月，她分别与德尔菲娜·德尔吕以及巴斯蒂安·凯尔索迪出战西班牙羽毛球國際賽，在女双决赛以2比0（21-6、21-12）击败了赛会4号种子、乌克兰强档的玛丽娜·伊莱恩斯卡亚/耶利萨芙塔·扎尔卡，赢得成年组赛事，亦是她首个國際挑戰賽女双冠军；而混双準决赛以0比2（15-21、24-26）不敌赛会头号种子、俄罗斯强档的叶夫根尼·德雷明/叶夫根尼亚·迪莫娃。同期6月，她代表法国参加西班牙加泰罗尼亚塔拉戈纳举办的地中海運動會羽毛球比賽，她与搭档德尔菲娜·德尔吕首次赢得地中海女子双打金牌。同年9月，她与德尔菲娜·德尔吕出战比利時羽毛球國際賽，在女双决赛以2比0（21-19、21-14）击败了日本强档的藤井瑞希/小野菜保，赢得本赛季第二个國際挑戰賽女双冠军。

## 主要比賽成績
只列出曾進入準決賽的國際賽事成績：
| 年份   | 賽事                       | 公開賽級別 | 項目     | 拍檔              | 成績   |
| ------ | -------------------------- | ---------- | -------- | ----------------- | ------ |
| 2010年 | 愛爾蘭羽毛球國際賽         | 國際系列賽 | 女子雙打 | 奥德丽·方丹       | 準決賽 |
| 2013年 | 葡萄牙羽毛球國際賽         | 國際系列賽 | 女子雙打 | 洛林·鲍曼         | 準決賽 |
| 2015年 | 羅馬尼亞羽毛球國際賽       | 國際系列賽 | 女子雙打 | 安妮·特兰         | 亞軍   |
| 2015年 | 芬蘭羽毛球公開賽           | 國際挑戰賽 | 混合雙打 | 巴斯蒂安·凯尔索迪 | 準決賽 |
| 2015年 | 斯洛文尼亞羽毛球國際賽     | 國際系列賽 | 混合雙打 | 巴斯蒂安·凯尔索迪 | 冠軍   |
| 2015年 | 西班牙羽毛球國際賽         | 國際挑戰賽 | 女子雙打 | 安妮·特兰         | 準決賽 |
| 2015年 | 西班牙羽毛球國際賽         | 國際挑戰賽 | 混合雙打 | 巴斯蒂安·凯尔索迪 | 準決賽 |
| 2015年 | 愛爾蘭羽毛球公開賽         | 國際挑戰賽 | 混合雙打 | 巴斯蒂安·凯尔索迪 | 準決賽 |
| 2016年 | 愛沙尼亞羽毛球國際賽       | 國際系列賽 | 混合雙打 | 巴斯蒂安·凯尔索迪 | 亞軍   |
| 2016年 | 奧爾良羽毛球國際挑戰賽     | 國際挑戰賽 | 女子雙打 | 德尔菲娜·德尔吕   | 亞軍   |
| 2016年 | 白夜羽毛球賽               | 國際挑戰賽 | 混合雙打 | 巴斯蒂安·凯尔索迪 | 準決賽 |
| 2017年 | 愛沙尼亞羽毛球國際賽       | 國際系列賽 | 女子雙打 | 德尔菲娜·德尔吕   | 亞軍   |
| 2017年 | 愛沙尼亞羽毛球國際賽       | 國際系列賽 | 混合雙打 | 巴斯蒂安·凯尔索迪 | 準決賽 |
| 2017年 | 瑞典羽毛球國際賽           | 國際系列賽 | 女子雙打 | 德尔菲娜·德尔吕   | 準決賽 |
| 2017年 | 瑞典羽毛球國際賽           | 國際系列賽 | 混合雙打 | 巴斯蒂安·凯尔索迪 | 準決賽 |
| 2017年 | 奧爾良羽毛球國際挑戰賽     | 國際挑戰賽 | 女子雙打 | 德尔菲娜·德尔吕   | 亞軍   |
| 2017年 | 白夜羽毛球賽               | 國際挑戰賽 | 女子雙打 | 德爾菲娜·德爾呂   | 亞軍   |
| 2017年 | 白夜羽毛球賽               | 國際挑戰賽 | 混合雙打 | 巴斯蒂安·凯尔索迪 | 準決賽 |
| 2017年 | 比利時羽毛球國際賽         | 國際挑戰賽 | 女子雙打 | 德爾菲娜·德爾呂   | 準決賽 |
| 2017年 | 捷克羽毛球公開賽           | 國際挑戰賽 | 混合雙打 | 巴斯蒂安·凯尔索迪 | 亞軍   |
| 2018年 | 奧爾良羽毛球大師賽         | 超級100賽  | 女子雙打 | 德尔菲娜·德尔吕   | 亞軍   |
| 2018年 | 西班牙羽毛球國際賽         | 國際挑戰賽 | 女子雙打 | 德尔菲娜·德尔吕   | 冠軍   |
| 2018年 | 西班牙羽毛球國際賽         | 國際挑戰賽 | 混合雙打 | 巴斯蒂安·凯尔索迪 | 準決賽 |
| 2018年 | 地中海運動會羽毛球比賽     | 其他       | 女子雙打 | 德尔菲娜·德尔吕   | 金牌   |
| 2018年 | 比利時羽毛球國際賽         | 國際挑戰賽 | 女子雙打 | 德尔菲娜·德尔吕   | 冠軍   |
| 2018年 | 蘇格蘭羽毛球公開賽         | 超級100賽  | 女子雙打 | 德尔菲娜·德尔吕   | 準決賽 |
| 2018年 | 意大利羽毛球國際賽         | 國際挑戰賽 | 混合雙打 | 加埃唐·米特莱尔泽 | 準決賽 |
| 2019年 | 阿塞拜疆羽毛球國際賽       | 國際挑戰賽 | 女子雙打 | 德尔菲娜·德尔吕   | 準決賽 |
| 2019年 | 西班牙羽毛球國際賽         | 國際挑戰賽 | 女子雙打 | 德尔菲娜·德尔吕   | 準決賽 |
| 2019年 | 愛爾蘭羽毛球公開賽         | 國際挑戰賽 | 女子雙打 | 德爾菲娜·德爾呂   | 亞軍   |
| 2020年 | 歐洲羽毛球男女子團體錦標賽 | 其他       | 女子團體 | －                | 季軍   |
| 2020年 | 丹麥羽毛球公開賽           | 超級750賽  | 混合雙打 | 朱利安·马尤       | 準決賽 |
| 2021年 | 歐洲羽毛球混合團體錦標賽   | 其他       | 混合團體 | －                | 亞軍   |
| 2023年 | 愛沙尼亞羽毛球國際賽       | 國際系列賽 | 混合雙打 | 朱利安·马尤       | 準決賽 |
| 2024年 | 聖但尼羽毛球公開賽         | 國際挑戰賽 | 混合雙打 | 朱利安·马尤       | 冠軍   |
| 2024年 | 毛里裘斯羽毛球國際賽賽     | 國際系列賽 | 混合雙打 | 朱利安·马尤       | 冠軍   |
| 2024年 | 拉各斯羽毛球國際經典賽     | 國際挑戰賽 | 混合雙打 | 朱利安·马尤       | 準決賽 |
| 2024年 | 土耳其羽毛球國際挑戰賽     | 國際挑戰賽 | 混合雙打 | 朱利安·马尤       | 冠軍   |
| 2024年 | 荷蘭羽毛球公開賽           | 國際挑戰賽 | 混合雙打 | 朱利安·马尤       | 準決賽 |
| 2024年 | 奧迪沙羽毛球大師賽         | 超級100賽  | 混合雙打 | 朱利安·马尤       | 準決賽 |
| 2025年 | 歐洲羽毛球混合團體錦標賽   | 其他       | 混合團體 | －                | 亞軍   |
| 2025年 | 歐洲羽毛球錦標賽           | 其他       | 混合雙打 | 朱利安·馬尤       | 季軍   |

| 2007-2017年 | 首要超級賽 | 超級賽 | 黃金大獎賽 | 大獎賽 | 國際挑戰賽 | 國際系列賽 | 未來系列賽 | 其他 |

| 2018-2026年 | 總決賽 | 超級1000賽 | 超級750賽 | 超級500賽 | 超級300賽 | 超級100賽 | 國際挑戰賽 | 國際系列賽 | 未來系列賽 | 其他 |

### 奧運會和世錦賽參賽紀錄
|          | 搭檔              | 2017 | 2018 | 2019 | 2020 | 2021  |
| -------- | ----------------- | ---- | ---- | ---- | ---- | ----- |
| 女子雙打 | 德尔菲娜·德尔吕   | 48強 | 48強 | 32強 | －   | 48強1 |
|          |                   |      |      |      |      |       |
| 混合雙打 | 巴斯蒂安·凯尔索迪 | 32強 | 48強 | －   | －   | －    |

1 賽前退賽